# Russinen
Russinen (oft auch Ruthenen, Rusinen, Rusniaken, Russynen, Karpato-Ukrainer, Karpatorussen, Karpatenrussinen, Ungarnrussinen) sind eine ostslawische und gemischtsprachige Bevölkerungsgruppe, die hauptsächlich in den Karpaten in der Karpatenukraine, den an die Ukraine angrenzenden Staaten Mitteleuropas, in Südosteuropa sowie in Nordamerika lebt.

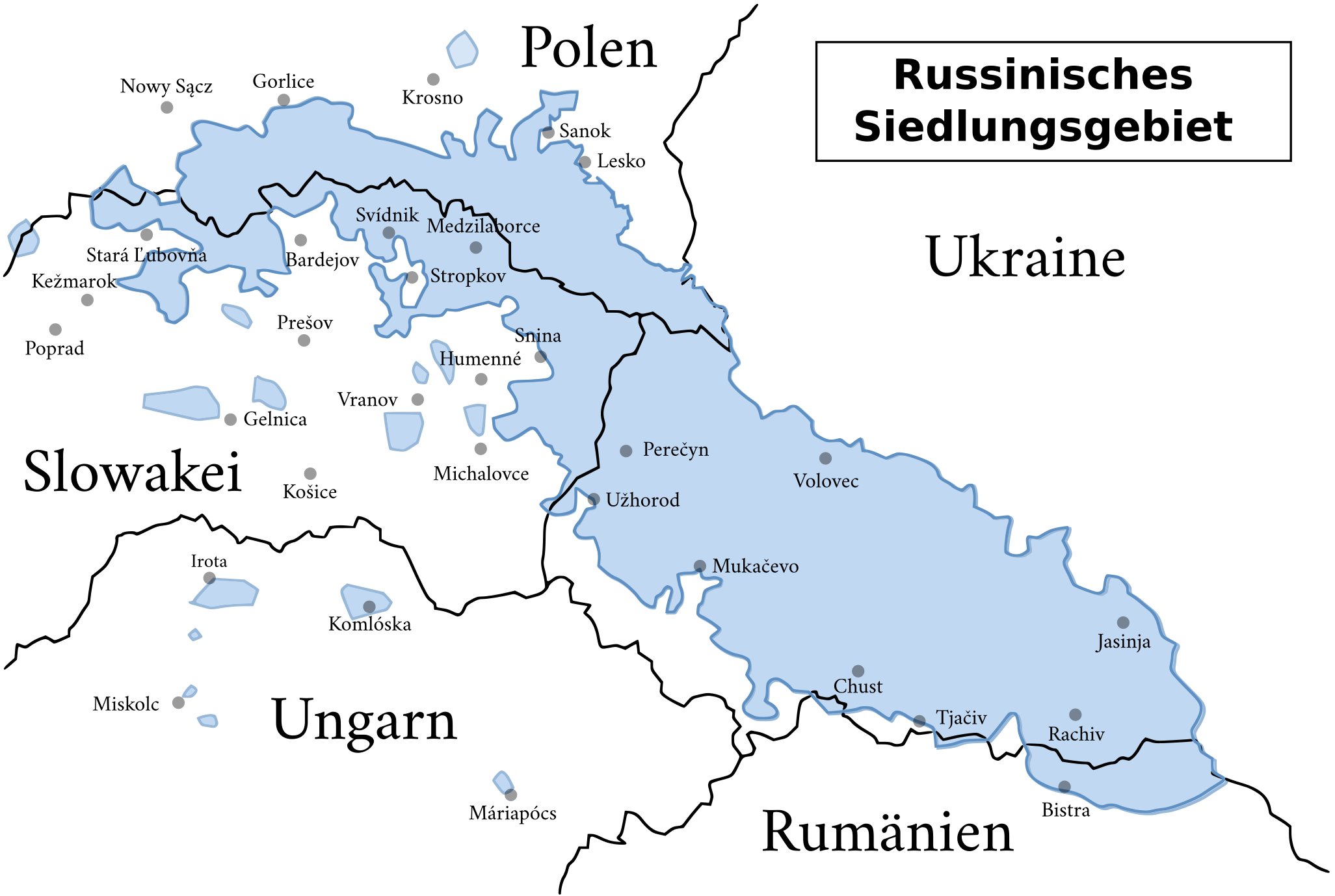
Russinisches Siedlungsgebiet in der Karpatenukraine und im slowakisch-polnischen Grenzgebiet

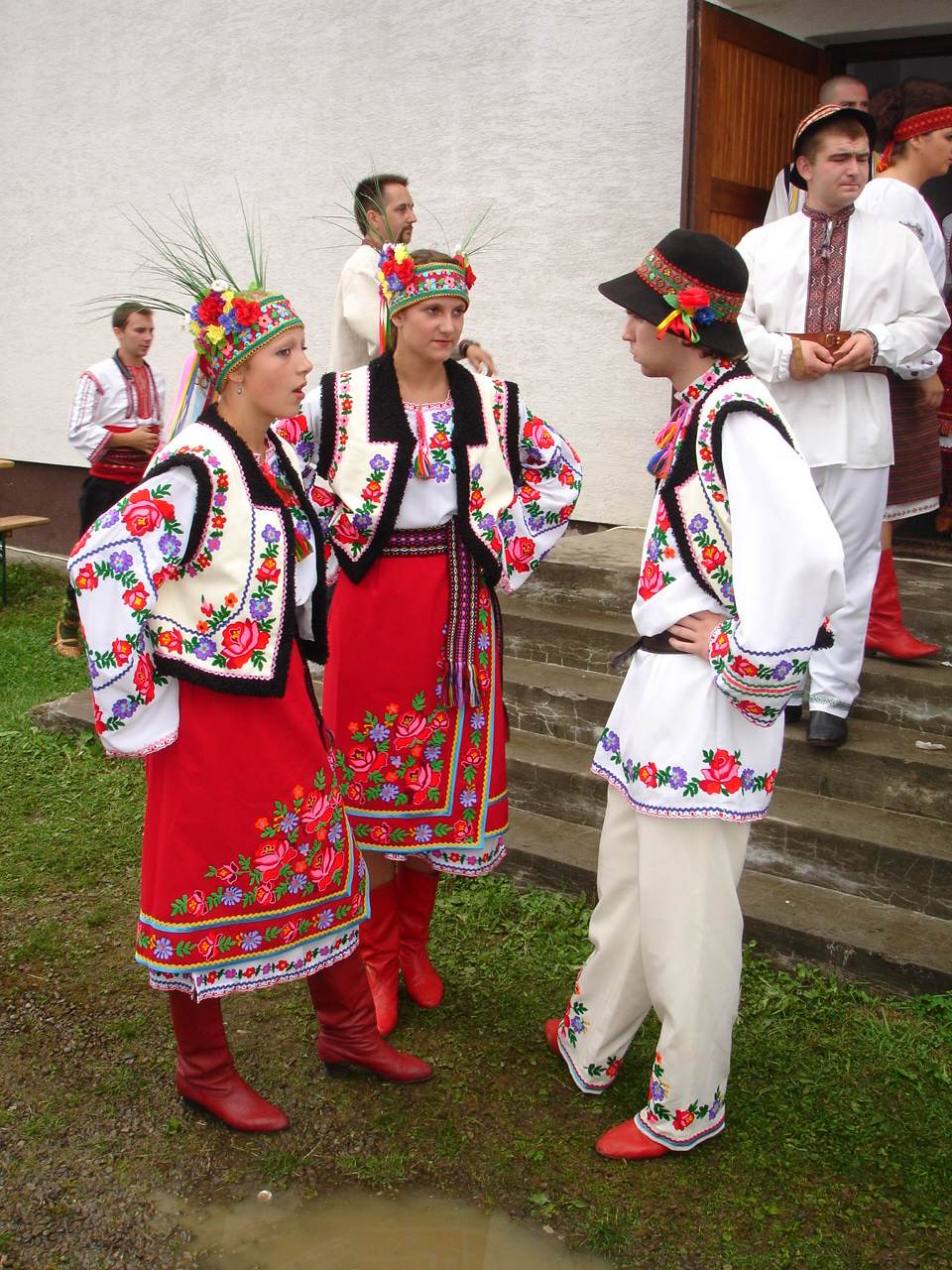
Russinen in Volkstracht (Lemken)

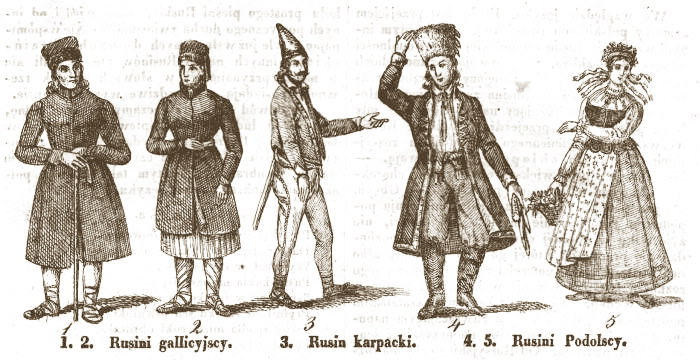
Russinen aus Galizien, aus den Karpaten und aus Podolien, Lithographie aus dem Jahre 1836

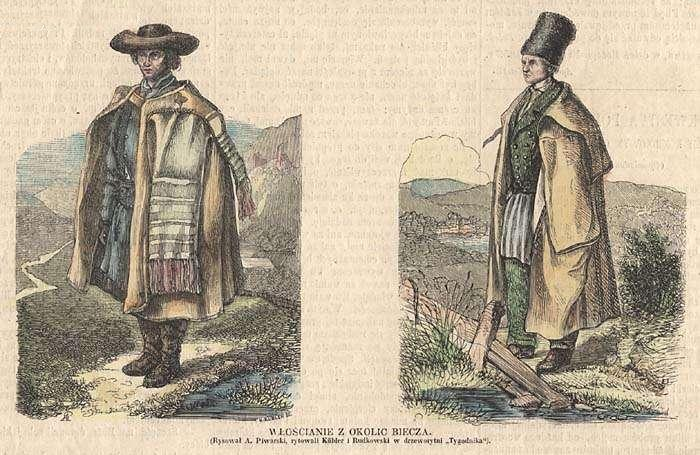
Russinen aus der Umgebung von Gorlice, Niedere Beskiden, Galizien, Lithographie aus dem Jahre 1860

Im Gegensatz zu insgesamt 22 Staaten, in denen sie als eigenständige Nationalität (Ethnie) anerkannt werden, gilt die Minderheit in der Ukraine als Teil des Staatsvolks der Ukrainer. Ziel der russinischen Nationalbewegung ist es, das Bewusstsein einer eigenständigen russinischen Nation zu fördern.

## Begriffsabgrenzung und Verbreitung
Obwohl die Begriffe Russinen und Ruthenen den gleichen etymologischen Hintergrund haben und Ruthenen früher für Altrussen oder von den Österreichern für die Ukrainer im Habsburgerreich verwendet wurde, ist die simple Einordnung der Russinen als „Ukrainer außerhalb der Ukraine“ heute umstritten.
Unter Ruthenen waren einst alle Ostslawen im Habsburgerreich zu verstehen, die Russinen Transkarpatiens ebenso wie galizische Ukrainer. Der Begriff „Russinen“ wurde im 19. Jahrhundert auch als Synonym für „Ruthenen“ verwendet. Heute nennen sich all jene ethnische Minderheiten in den Nachfolgestaaten der Österreichisch-Ungarischen Monarchie, die man einst „Ruthenen“ nannte, Russinen; die meisten Ukrainer Galiziens jedoch ausgenommen. Ukrainer, Slowaken, Russen oder Polen haben die Russinen teilweise oder als Ganzes oft als Teil ihres eigenen Volkes betrachtet und viele Russinen haben sich in diesen Nationen auch assimiliert. Seit den 1990er Jahren entflammte die Kontroverse, ob die Russinen eine separate ethnische Gruppe seien oder ein Teil der ukrainischen Nation, von neuem.
Primär leben die Russinen in der einst zu Ungarn, ab 1919 zur Tschechoslowakei, heute zur Ukraine gehörenden Karpatoukraine sowie in Polen, der Slowakei, Tschechien, Ungarn, Rumänien (so in Știuca, Kreis Timiș), Kroatien und Serbien (Vojvodina, Zentrum Ruski Krstur). Die Russinen in Kroatien und Serbien waren Kolonisten, die ab dem 17. Jahrhundert in diese durch die Türkenkriege teilweise entvölkerten Gebiete (Militärgrenze) umsiedelten. Die Russinen in den USA sind Nachkommen der Emigranten aus dem 19. und 20. Jahrhundert.

## Ethnische Einordnung
Die Russinen sind nach manchen Autoren historisch eine kulturelle Splittergruppe der altrussischen Ethnie, die die Kiewer Rus bevölkerte, anderen Ansichten zufolge handelt es sich historisch um eine slawische Ethnie aus den nordöstlichen Karpaten mit einer von den restlichen Ostslawen separaten Entwicklung. Einer dritten Auffassung zufolge handelt es sich zwar um eine Splittergruppe der Bewohner der Kiewer Rus, diese sei jedoch inzwischen als eine eigenständige Nation aufzufassen.
Harald Haarmann bezeichnet die Russinen als die „am engsten mit den Ukrainern verwandten Slawen“ (Ostslawen), nicht aber direkt als „Ukrainer“.
Die Russinen haben im 20. Jahrhundert viele Veränderungen erlebt, die ihr Nationalbewusstsein in verschiedene Richtungen beeinflusst haben. Ungünstige wirtschaftliche und politische Bedingungen und mehrere Eingriffe in die ethnische Entwicklung führten dazu, dass die selbstidentifizierenden Prozesse des Volkes bis heute nicht abgeschlossen wurden.

## Gliederung

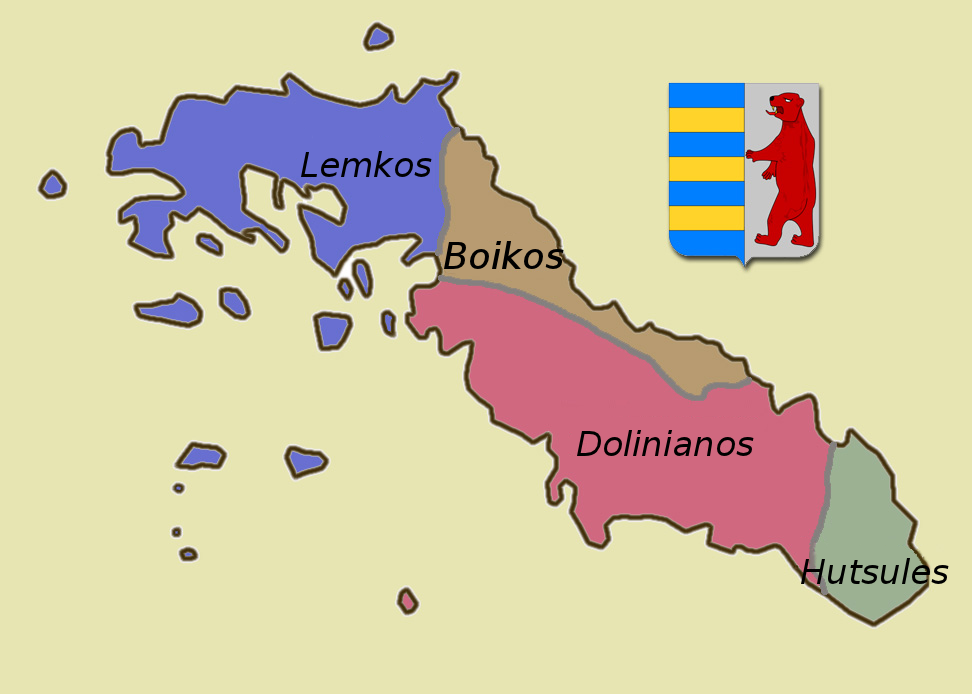
Regionale Gruppen, wegen der zerklüfteten Karpatentäler klar abgrenzbar: Lemken (blau), Bojken (braun), Doljanen (violett) und Huzulen (grün).

Zu den Untergruppen der Russinen in Polen, der Slowakei und Transkarpatien gehören die Lemken, Bojken, Huzulen, Werchowiner (im Tal um Werchowyna, meistens zu den Huzulen gezählt) und Doljanen.

## Sprache
Entsprechend der umstrittenen ethnischen Zuordnung gilt auch die russinische Sprache bei manchen Sprachforschern als Dialekt des Ukrainischen, andere sehen sie als eigenständige Sprache, wieder andere als einen ostslowakisch-westukrainischen Übergangsdialekt.
Faktisch haben die Slowakei, Polen, Ungarn, Rumänien, Serbien, Kroatien und die Tschechische Republik die Russinen als nationale Minderheiten anerkannt und fördern die Sprache gemäß dem Rahmenübereinkommen des Europarats zum Schutz nationaler Minderheiten. Die Ukraine erkannte 2012 die russinische Sprache als regionale Sprache an.

## Religion
Trotz der durch Polen zum Teil gewaltsam betriebenen katholischen Missionierung der ostslawischen Gebiete unter polnisch-litauischer Herrschaft behielten die russisch-orthodoxen Russinen überwiegend ihre ursprüngliche Konfession oder traten zur griechisch-katholischen Kirche über. In der amerikanischen Diaspora wandten sich viele griechisch-katholische Russinen wieder der orthodoxen Kirche zu, nachdem die dortigen Bischöfe der Lateinischen Kirche versucht hatten, die griechisch-katholischen Bräuche der russinischen Gemeinden im Sinne der römischen Liturgie zu verändern, insbesondere den Pflichtzölibat für einfache Gemeindepriester durchzusetzen, den weder die orthodoxe noch die griechisch-katholische kirchliche Tradition kennen.

## Frühe Geschichte und Etymologie
Im 5. und 6. Jahrhundert siedelten kleine Gruppen von ersten Slawen in den Tälern der Karpaten. In den 860ern erreichte die Christianisierung durch Kyrill und Method die Karpatenslawen. Aus der Zeit der Landnahme der Magyaren gibt es eine Sage vom Prinzen Laboret von Uschhorod, der den Eindringlingen unterlag. Diese Sage wurde später sowohl von ukrainischen als auch von russinischen national gesinnten Literaten als glorifizierendes Symbol ihrer Geschichte verarbeitet.
Das Grenzgebiet blieb kaum kontrolliert, wodurch eine weitere Einwanderung von Slawen aus dem Norden und dem Osten, vor allem aus dem späteren Galizien, möglich war. Diese Migration setzte sich bis ins 17. Jahrhundert und sogar danach fort. Spätestens am Ende des 11. Jahrhunderts, als die Grenze des Königreichs Ungarn im relevanten Gebiet ihren neuzeitlichen Verlauf erreichte, lebten die Vorfahren der Russinen (in den erhaltenen Quellen seit dem 11. Jahrhundert als Rutheni bezeichnet) im Königreich Ungarn statt in der benachbarten Kiewer Rus. Sie sind anfangs schriftlich nur als Wächter belegt, seit dem 13. Jahrhundert auch als Landwirte.
Von einer politischen Geschichte der Ruthenen kann, ungeachtet der Bemühungen ruthenischer Historiker und Schriftsteller, die Geschichte ihres Volkes mit legendären Epochen und Gestalten auszuschmücken, bis in die erste Hälfte des 19. Jahrhunderts nicht gesprochen werden. Auf Grundlage weniger, oft zweifelhafter Berichte wurde dennoch eine Art Geschichte der Russinen rekonstruiert. Ihr Kern ist die Lehre, dass die Ruthenen, schon vor der Ankunft der Magyaren oder zumindest gleichzeitig mit diesen, sich in den Karpaten angesiedelt und schon zu Beginn des 11. Jahrhunderts ein eigenständiges Gebiet besessen hätten. Dieses „Ruśka kraina“ wäre von Herzögen, vielleicht aus königlichem Geschlecht, wie Teodor Korjatovyč, regiert worden. Eine entsprechende Urkunde von 1360, Hauptstütze dieser Rekonstruktion, erwies sich aber als Fälschung. In der Realität gab es keinen reichen einflussreichen russinischen Adel; die Wenigen, die den Adelsstand erreichten, sind schnell im ungarischen Adel aufgegangen. Es gab keine wichtigen Prälaten und keinen mit Privilegien ausgestatteten bürgerlichen Mittelstand. Das Volk bestand ausschließlich aus Bauern sowie wenigen Geistlichen und galt als Untertan des ungarischen Adels. Dass die Russinen überhaupt ihr nationales Wesen bewahren konnten, verdanken sie dem ausgeprägten „Stammesbewusstsein“ ihrer Kirche. Davon abgesehen, konnte sich lange kein historisches Bewusstsein entwickeln. Denn es gab kein kulturelles Zentrum für die Geistlichkeit und keine Chroniken für die Überlieferung.
Das Wort Ruthene (Ruthenen) leitet sich vom lateinischen Ruthenus (Rutheni) ab, das wiederum ab dem 11. Jahrhundert als die lateinische Entsprechung des Ethnonyms Rusyn/Rusin belegt ist. Die Bezeichnung stammt von Rutheni, der latinisierten Form von Rus, Rusyn, Ruscia, Russia oder Ruzzia, den alten Eigenbezeichnungen der Ostslawen. Zwischen Ukrainern und den anderen ostslawischen (Unter-)Ethnien wurde dabei nicht unterschieden. Die tatsächliche frühe Verwendung des Wortes „Ruthenen“ sowie die genauen westlichen Grenzen der einstigen Kiewer Rus und die ethnischen Verhältnisse in den heutigen Hauptgebieten der Russinen im Mittelalter sind eher unklar und somit auch ihre Geschichte im Mittelalter. Seit dem 15. Jahrhundert bezeichnete das Wort jedenfalls vor allem die im Großfürstentum Litauen, in Polen-Litauen und dem Königreich Ungarn lebenden Slawen östlichen christlichen Glaubens; die (Groß-)Russen hießen damals bereits Moscovitae oder Russi. Andererseits wurden im Königreich im 16. Jahrhundert auch Wächter des königlichen Hofes als Rutheni bezeichnet, die keine Ostslawen mehr waren.
Nach den Türkenkriegen ist ein Teil der Ruthenen aus der Ostslowakei nach Serbien und Kroatien ausgewandert. Beweise für ein selbständiges ruthenisches (russinisches) Nationalbewusstsein im Königreich Ungarn gibt es seit dem 18. Jahrhundert. Davor identifizierte man die Ruthenen über ihre Zugehörigkeit zur griechisch-katholischen Kirche. Die „Nationale Wiedergeburt“ der Ruthenen (Russinen) begann nach manchen Forschern bereits mit der Tätigkeit von Andrej Batschinskij, Arsenij Kozak u. a. Diese versuchten vergeblich, Kirchenslawisch mit Elementen aus dem örtlichen Dialekt als russinische Schriftsprache durchzusetzen.
J. Basilovitsch schrieb damals die erste Geschichte der Russinen des Königreichs Ungarn, sie erschien 1799–1805 in Košice. Nach anderen Ansichten fand die russinische Nationale Wiedergeburt jedoch erst 1849 bis 1867 statt. 1848 protestierten Vertreter der Russinen in den „Forderungen der Slowaken und ungarischen Ruthenen“ gegen ihre Unterdrückung im Königreich Ungarn, verlangten unter anderem einen eigenen Landtag. Nachdem 1849 die Ungarn von russischen Truppen geschlagen worden waren, legten die Russinen unter der Führung des Politikers Adolf Ivan Dobrjanský der Regierung ihre Forderungen nach Anerkennung ihrer Nation, Sprache sowie nach einer entsprechenden Verwaltungsgliederung vor. In der Zeit nach 1849 verfassten Alexander Duchnovitsch (Duchnovytsch), Ivan Rakovskij (Rakovský) und A. Pavlovitsch (Pavlovytsch) Texte, Gedichte, Lehrbücher teils auf Russinisch, teils auf Russisch; sie versuchten, das Bildungsniveau der Russinen zu verbessern, und wandten sich jedenfalls entschieden gegen die Verwendung von Ukrainisch. Dank Duchnovitsch wurde auch Russinisch als Unterrichtssprache am Gymnasium von Prešov und Russisch an der Kaschauer Akademie eingeführt. Die Gesamtzahl der Ruthenen in Ungarn belief sich 1851 auf 440.600, in den wenigen Städten innerhalb des ruthenischen Gebiets, Ungvár, Munkács, Sziget und Huszt, stellten Magyaren und Juden die Mehrheit.
1849 wurde Duchnovitsch, der „Erwecker des ruthenischen Volkes“, von der ungarischen Regierung wegen „Panslawismus“ und weil er Bücher auf Russinisch geschrieben hatte, verhaftet und später verbannt.
Mit der Verkündung des Oktoberdiploms durch Kaiser Franz Joseph, die eine Entwicklung einleitete, die mit dem Österreichisch-Ungarischen Ausgleich 1867 endete, drohten die bescheidenen Fortschritte der Ruthenen in Verwaltung und Schulwesen zunichtegemacht zu werden. Duchnovitsch verzweifelte: Das ruthenische Volkstum in Ungarn hörte auf zu bestehen … wir sind verloren. Dobrjanský formulierte in dieser Situation ein ruthenisches Nationalprogramm, das unter anderem die Bildung einer eigenen Woiwodschaft aus den vorwiegend ruthenischen Komitaten forderte. Ein ruthenischer Landtag sollte geschaffen werden, die eigene Bischofswahl und höhere Beamtenposten für Ruthenen waren einige weitere Forderungen. Dobrjanský wurde daraufhin als „Panslawist“ aus dem Budapester Reichstag ausgeschlossen.
Nach 1867 waren die Russinen in der Karpatenukraine einer starken Magyarisierung ausgesetzt und erlebten einen nationalen, kulturellen und wirtschaftlichen Niedergang. In der ungarischen Geschichtsschreibung wurden die nationalpolitischen Bestrebungen der Russinen stets als Begleiterscheinungen des Panslawismus betrachtet.
Unter dem Einfluss ukrainischer Patrioten aus Galizien, wie Iwan Franko, Mychajlo Pavlyk, Wolodymyr Hnatyuk begann sich in der Karpatenukraine ab dem Ende des 19. Jahrhunderts und unter den Russinen in der Tschechoslowakei erst nach dem Ersten Weltkrieg auch eine ukrainophile Orientierung durchzusetzen.

## Entwicklung seit 1918
Die Russinen hatten nie einen eigenen Staat. Im Zuge des Zerfalls von Österreich-Ungarn gab es unterschiedliche Bestrebungen innerhalb der russinischen Bevölkerung über die zukünftige politische Zugehörigkeit:

### Polen

Flagge der Lemko-Russinischen Republik 1918–1920

Von Dezember 1918 bis März 1920 bestand im galizischen Florynka bei Grybów eine Lemko-Russinische Republik, deren Selbstverwaltung im Gegensatz zur proukrainischen Republik in Komańcza (November 1918 bis Januar 1919) zunächst die Einheit mit Russland proklamiert, dann die Angliederung an die Tschechoslowakei angestrebt hatte. Die Führer der Republik wurden bereits im Februar 1919 von polnischen Truppen verhaftet, die gesamte Region war Anfang 1920 unter polnischer Kontrolle.

### Tschechoslowakei
Ein Teil der in der Karpatenukraine lebenden Russinen wollte Ende 1918 eine autonome Stellung innerhalb Ungarns erreichen, ein anderer Teil strebte einen gemeinsamen Staat mit den Ukrainern oder Russland an und ein dritter Teil wollte Anschluss an die damals entstehende Tschechoslowakei. Letztere Gruppe erhielt auch Unterstützung von den in den USA lebenden Russinen, dem aktivsten Teil der russinischen Gruppen. 1919 vereinbarte der amerikanische Nationalrat der Russinen schließlich mit dem tschechoslowakischen Präsidenten Tomáš Garrigue Masaryk die Angliederung an dessen Land. Der Vertrag von Trianon, Artikel 48, erwähnt das autonome Gebiet der Ruthenen südlich der Karpathen. Das Gebiet der Russinen hatte also nicht einmal einen eigenen Namen. Am 8. Mai 1919 wurde die Provinz Ruthenien eingerichtet. Die vorläufige Volkszählung von 1919 war für russinische Politiker eine große Enttäuschung: Nur 93.411 Personen, 16 % weniger als 1910, bekannten sich zur russinischen Nation. Die Ukrainer als Ganzes hingegen hatten bei der Volkszählung 1921 einen Anteil von 62,3 % in der Karpatenukraine.
In der Tschechoslowakei, vor dem Zweiten Weltkrieg, war in der Karpatenukraine die Bevölkerung wieder in drei politische Gruppen geteilt – diesmal in eine ukrainophile, eine russophile und eine Gruppe, die die Russinen als eine eigenständige Nation ansah, wobei letztere Gruppe mit Sicherheit am verbreitetsten war. Die Autonomierechte der „Ruthenen“ waren im Minoritätenschutzvertrag vom 10. September 1919 zugestanden und in der Verfassung der Tschechoslowakei vom 29. Februar 1920 garantiert worden, wurden aber durch eine einfache Regierungsverordnung vom 26. April 1920 wieder aufgehoben.
Die „Ruthenen“, die im neuen Staat 3,44 % der Bevölkerung ausmachten, wandten sich mehrmals vergeblich an die internationale Öffentlichkeit, um über die Vorenthaltung der ihnen in Trianon garantierten Rechte, Autonomie und ein eigener Landtag, Beschwerde zu führen. Träger dieser Forderungen waren vor allem die seit 1924 wieder aus Budapest zurückkehrenden ukrainischen Intellektuellen.
Immerhin wurde die ruthenische Sprache nun erstmals in der Geschichte offiziell anerkannt. Zeitungen und Bücher wurden auf Ruthenisch herausgegeben, in Uschhorod wurde ein ruthenisches Nationaltheater eröffnet. Bis 1937 wurde an immer mehr Schulen Russinisch statt Slowakisch unterrichtet. Wirtschaftlich war die Region die unterentwickeltste des Landes. Noch 1930 arbeiteten 89 % der Russinen in der Landwirtschaft, Industrie und Handwerk beschäftigten nur 3,5 %. Laut der Volkszählung von 1930 gab es in der Tschechoslowakei 549.169 Ukrainer, davon 446.916 in der Karpatenukraine, 91.079 in der Slowakei.
Im Oktober 1938 proklamierte die Karpatenukraine ein autonomes Staatswesen innerhalb der durch das Münchner Abkommen geschwächten Tschechoslowakei. Am 11. des Monats wurde die erste eigene Regierung unter Andrej Brodij gebildet. Der Erste Wiener Schiedsspruch vom 2. November 1938 bedeutete den Verlust der bisherigen Hauptstadt Uschhorod an Ungarn; neuer Regierungssitz wurde Chust.
Im Zuge der „Zerschlagung der Rest-Tschechei“ am 15. März 1939 erklärte sich die Karpatenukraine, wie auch die Slowakei, zum unabhängigen Staat. Doch noch am selben Tag wurde das Land von ungarischen Truppen besetzt und unter der Bezeichnung „Kárpátalja“ erneut Ungarn angeschlossen. Ende 1944 eroberte die Rote Armee das Gebiet, das 1946 nach einer manipulierten Volksabstimmung als „Transkarpatische Ukraine“ in die Sowjetunion eingegliedert wurde.
Im heutigen Serbien wurde vor dem Zweiten Weltkrieg eine Variante der russinischen Sprache kodifiziert und seitdem verwendet und unterrichtet.

### Sowjetunion
Spätestens seit der von Stalin gewünschten Annexion der Karpatenukraine durch die Sowjetunion galten die Russinen in der Sowjetunion offiziell als eine Untergruppe der Ukrainer. Diese Sichtweise war auch für die kommunistischen Nachbarländer verbindlich. Die Russinen wurden religiös, kulturell und politisch unterdrückt, die Idee einer eigenen russinischen Identität wurde verboten, Russinen wurden nur als Ukrainer anerkannt. Erst Ende der 1980er Jahre begann, ausgelöst durch Glasnost und durch Exilanten, eine nationale Rückbesinnung. Nach der Wende von 1989 werden Russinen in allen Ländern außer der Ukraine wieder als eine selbständige Nation neben den Ukrainern anerkannt. In der Slowakei und in Polen wurden nach 1989 zwei weitere Varianten der russinischen Sprache kodifiziert und seitdem verwendet und unterrichtet. Es gibt jedoch einige Forscher auch in Ländern außerhalb der Ukraine, die die Russinen weiterhin als eine Untergruppe der Ukrainer betrachten.

### Ukraine

Die heutige Flagge russinischer Aktivisten ist sowohl russisch als auch ukrainisch inspiriert und ähnelt der offiziellen Flagge der Oblast Transkarpatien

Nach den Jahren, in denen Ruthenen eine russische, ukrainische oder slowakische Orientierung aufgezwungen wurde, entstanden zwei heftig konkurrierende Strömungen innerhalb der Minderheit: die ukrainische und die ruthenische.
Nach der Unabhängigkeit der Ukraine hatte der Transkarpatische Gebietsrat 1992 und 2002 das ukrainische Parlament aufgefordert, die Russinen als Nationalität anzuerkennen. Im März 2007 schließlich vollzog der Gebietsrat Transkarpatiens eigenständig diesen Schritt, nachdem im August 2006 auch der UN-Ausschuss gegen Rassendiskriminierung die Ukraine zur Anerkennung der Minderheit aufgerufen hatte. Im Oktober 2008 bekundete in Mukatschewo (Transkarpatien) der Zweite Europäische Kongress der subkarpatischen Russinen die Absicht, die einst durch die Abspaltung von der Tschechoslowakei 1938 erreichte kurzlebige Staatlichkeit wiederherzustellen und forderte die Behörden auf, dies bis zum 1. Dezember 2008 in die Wege zu leiten. Ziel sei eine selbstverwaltete Republik Subkarpatische Rus (Podkarpatskij Rus) im Staatenverbund der Ukraine. Daraufhin wurde am 8. Dezember 2008 der Vorsitzende des Verbandes der subkarpatischen Russinen, Dimitri Sidor, unter Hausarrest gestellt und wegen „Angriffen auf die Integrität der Ukraine“ angeklagt. Im Gegensatz zum eindeutigen Votum der Russinen (1991 stimmten über 78 % für den Verbleib und eine Autonomie Transkarpatiens innerhalb der Ukraine) und den Beteuerungen ihrer Führer unterstellen ukrainische Sicherheitsbehörden ihnen, Eigenstaatlichkeit unter dem Protektorat Russlands, der EU und der Slowakei anzustreben. Den russinischen Verbänden wurde vorgeworfen, schon seit den 1980ern von Russland finanziert und kontrolliert zu werden. Als Beleg dafür galt ukrainischen Politikern, dass Sidor russisch-orthodoxer Priester sei und gute Beziehungen zur russischen Presse habe. Andere Quellen sahen Juschtschenkos Präsidentenberater Viktor Baloha, einen Ukrainer aus Transkarpatien, hinter den Umtrieben: auf Juschtschenkos Rivalin, Premierministerin Timoschenko, sollte so innenpolitischer Druck ausgeübt werden. Russinischen Bemühungen um internationale Anerkennung hatte Russland zunächst eine Absage erteilt. Sidor wurde mit 3 Jahren Haft auf Bewährung bestraft für Separatismus.

## Zahlen und Anerkennung
Vertreter der Ansicht, die Russinen seien eine separate Ethnie, geben bis zu 800.000 der 1,3 Millionen Karpato-Ukrainer als Russinen an, in der letzten ukrainischen Volkszählung sollen sich allerdings nur 10.000 selbst als Russinen bezeichnet haben. Von 1,5 Millionen Russinen in Europa leben demnach 1,2 Millionen in der Ukraine, hauptsächlich in der Karpatenukraine, 130.000 in der Slowakei und 80.000 Lemken in Polen. Manche russinische Nationalisten sprechen sogar von einer Gesamtzahl von 5 Millionen Russinen in Mittel- und Osteuropa.
In Rumänien gab es laut Volkszählung 2002 61.000 „Ukrainer“, davon werden rund 55 % als Russinen (einschließlich Huzulen) bezeichnet. Laut Expertenschätzungen leben aber in Rumänien 120.000–150.000 „Ukrainer“, nach ukrainischen Angaben sogar noch mehr.
Im Gegensatz dazu werden in Polen, der Slowakei, Tschechien, Ungarn, Kroatien (rund 2.500), Serbien und in den USA und Kanada (rund 250.000) die Russinen als nationale Minderheit neben den Ukrainern anerkannt, obwohl sie auch von manchen Forschern in diesen Ländern als eine Untergruppe der Ukrainer klassifiziert werden.

## Literatur

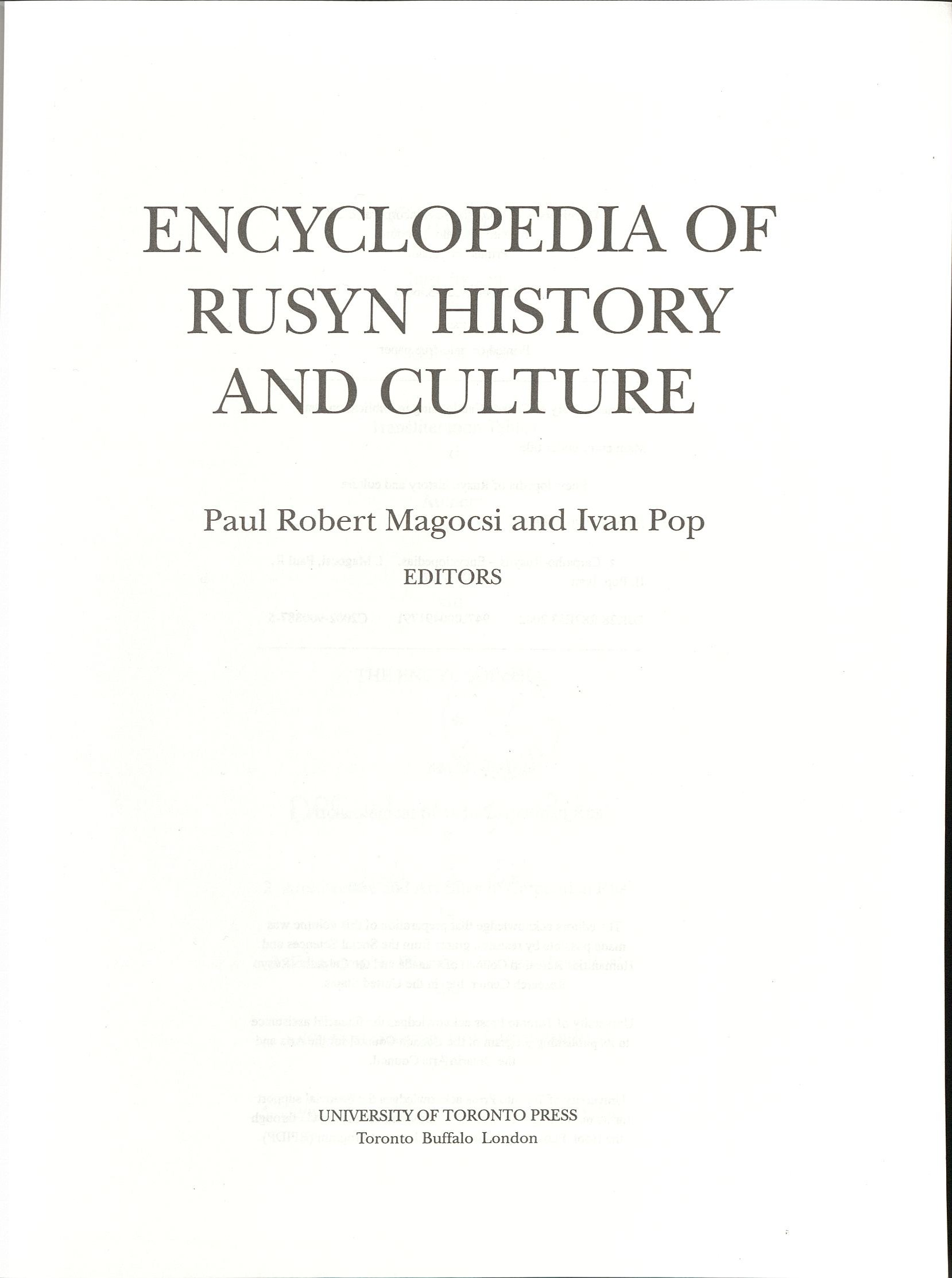
Encyclopedia of Rusyn history and culture (2002)